# Arrondissement de Sormovo
L'arrondissement de Sormovo (russe : Со́рмовский райо́н, Sormovski raïon), communément appelé Sormovo (en russe : Со́рмово) est l'un des huit arrondissements de la ville de Nijni Novgorod en Russie. Il se trouve dans la partie dite Zaretchié (de la rivière), et était autrefois un village (depuis 1542) et une ville avant d'être incorporée en 1929 dans Nijni Novgorod.

## Situation
L'arrondissement de Sormovose trouve dans la partie dite Zaretchié sur la rive droite de la Volga.

## Galerie

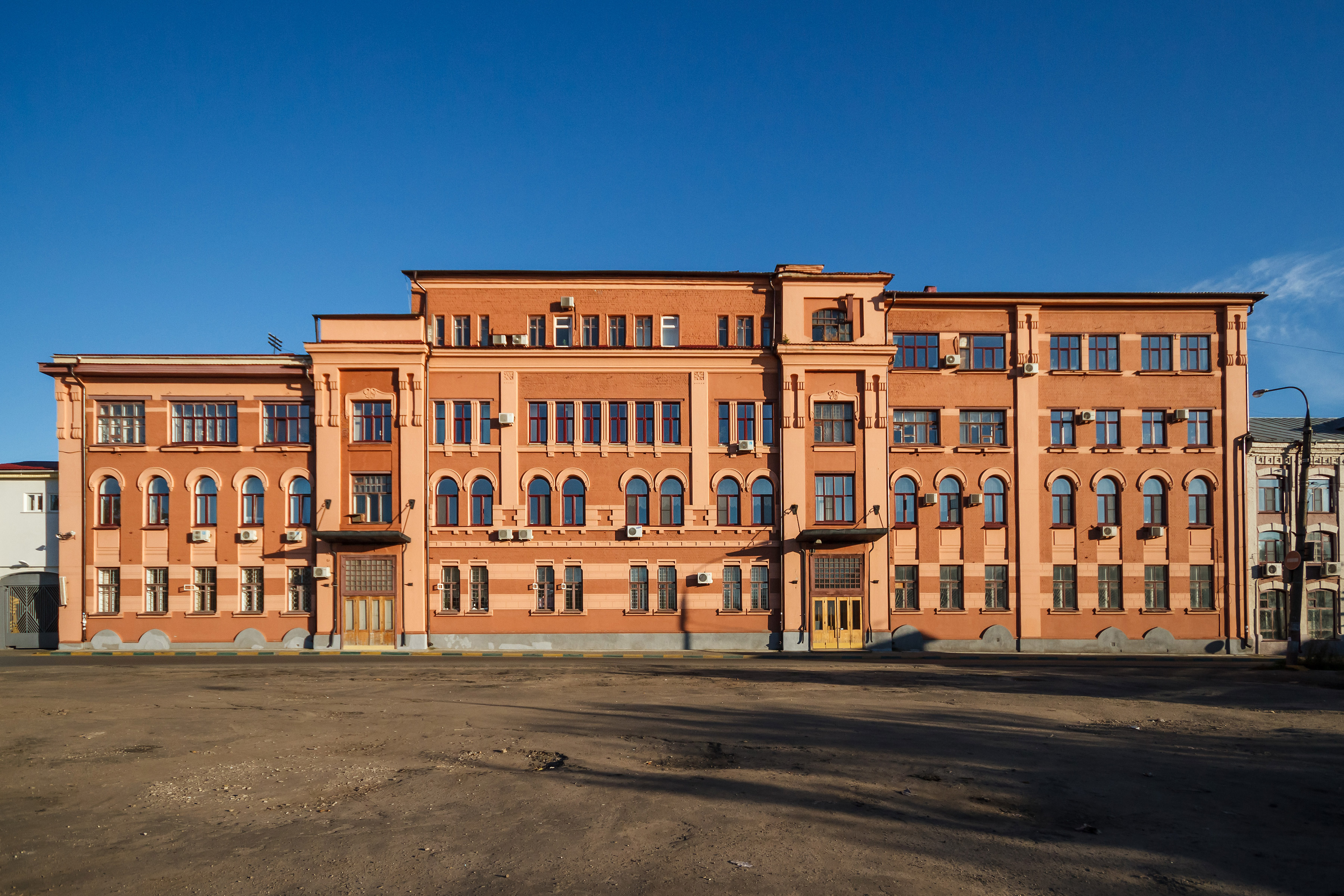
Un bâtiment de l'Usine n°112 Krasnoïé Sormovo.
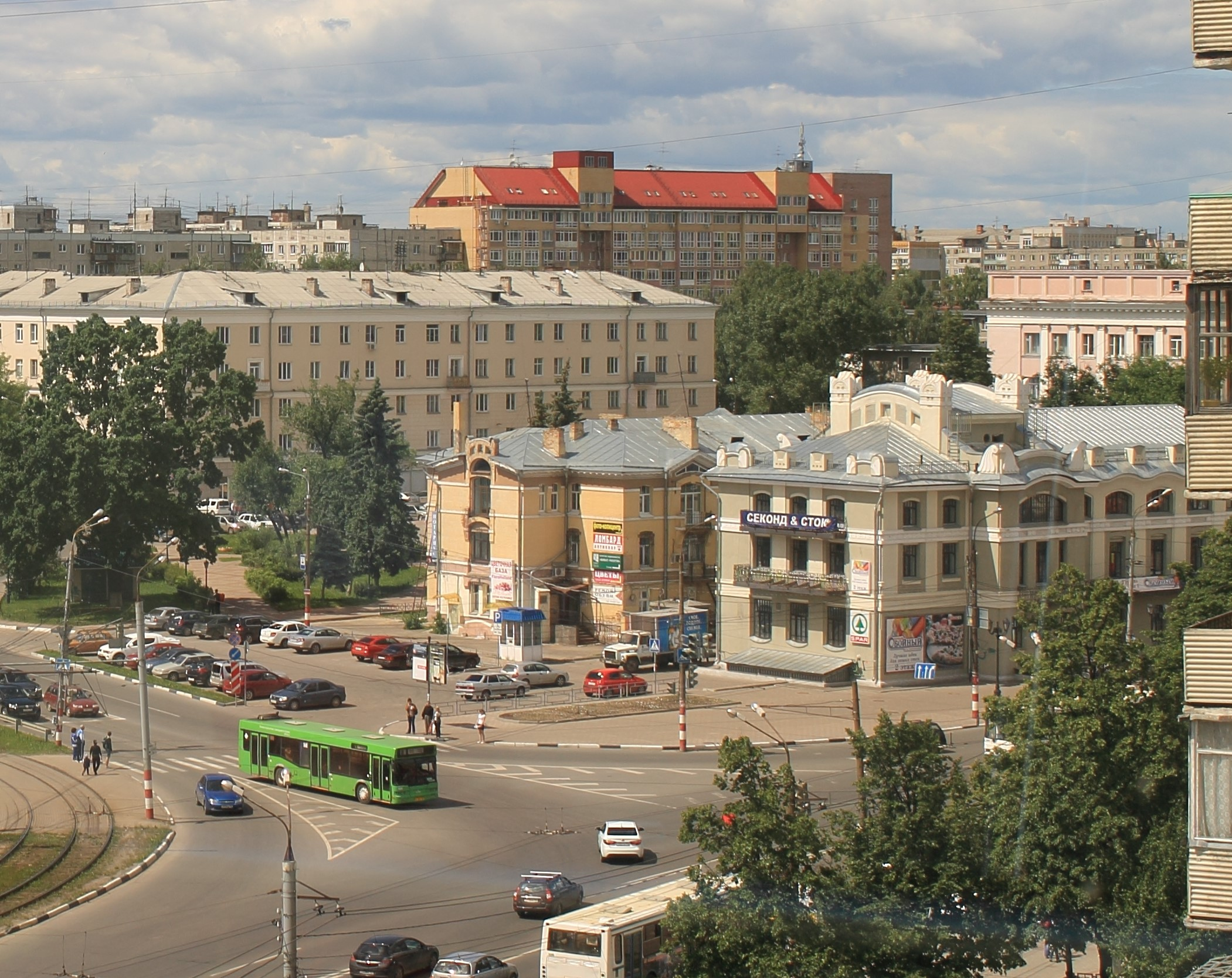
Rue du Komintern.
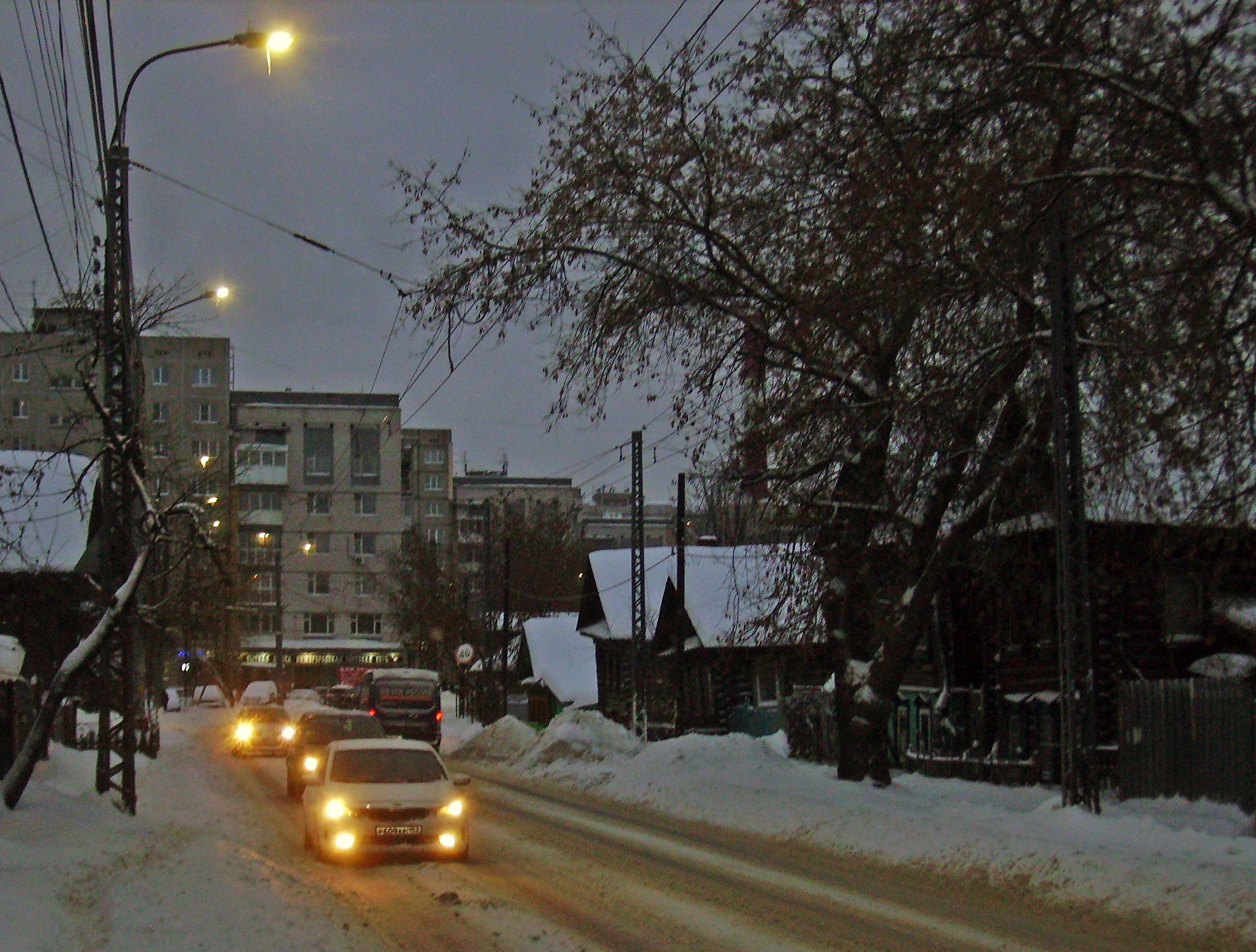
En hiver.